# نيلز شولتز
نيلز شولتز هو قسيس وسياسي نرويجي، ولد في 14 مارس 1780 في كرودشيراد في النرويج، وتوفي في 30 مايو 1832 في كريستيانية ‏ في النرويج.

## مناصب
- انتخب عضو برلمان النرويج  [لغات أخرى]‏ عن دائرة  خلال فترته النيابية ‏ (1827 – 1829).
- انتخب عضو برلمان النرويج  [لغات أخرى]‏ عن دائرة  خلال فترته النيابية ‏ (1824 – 1826).
- انتخب عضو برلمان النرويج  [لغات أخرى]‏ عن دائرة  خلال فترته النيابية ‏ (1818 – 1820).
- انتخب عضو برلمان النرويج  [لغات أخرى]‏ عن دائرة  خلال فترته النيابية ‏ (1815 – 1817).
- انتخب عضو برلمان النرويج  [لغات أخرى]‏ عن دائرة  خلال فترته النيابية ‏ (8 أكتوبر 1814 – 26 نوفمبر 1814).
- انتخب President of the Parliament of Norway  [لغات أخرى]‏.